# Andrena rothneyi
Andrena rothneyi är en biart som beskrevs av Cameron 1897. Andrena rothneyi ingår i släktet sandbin, och familjen grävbin. Inga underarter finns listade i Catalogue of Life.